# Claudi Omar i Barrera
Claudi Omar i Barrera (Barcelona, 26 d'octubre de 1861 - Barcelona, 25 d'abril de 1931) va ser un escriptor, poeta i periodista català.

## Biografia
Va néixer al carrer de la Canuda de Barcelona, fill del pastisser mallorquí Arnald Omar i de la barcelonina Francesca Barrera.
En premsa, va dirigir la Revista Moderna de Administración Local, va ostentar el càrrec de redactor en cap de Las Notícias i va participar com a col·laborador a La Veu de Catalunya.
Per la seva tasca de poeta va ser guardonat amb diversos premis ordinaris i accèssits en edicions dels Jocs Florals de Barcelona. Es caracteritzava per ser un poeta floralesc que l'ajudaren a ser premiat en diversos certàmens de Catalunya. Va publicar diversos recopilatoris de poesia com Poesies (1890) i Nupcials (1894), com també diversos contes i creacions. Destaca també la seva obra Justificació del Regionalisme editada a Perpinyà en la llibreria de Joseph Payret l'any 1901.
Segons Antoni Ollé i Bertran, a la seva Antologia d'autors catalans, Omar era un escriptor perfecte i un "pulcre poeta" que es caracteritzava per un estil senzill i impecable.

## Poesies presentades als Jocs Florals de Barcelona[6]
- Patria (1901) (Premi de l'Englantina d'or)
- Jan, Agutzil (1917)
- Cobles de l'amor inefable (1917) (1r accèssit a la Flor Natural)
- Cants de l'home qui ama (1917)
- La nena del violí (1918) (1r accèssit a la Flor Natural)
- Llegenda de la monja inquieta (1918) (2n accèssit a la Flor Natural)
- El cant misteriós (1919)
- Glosa d'una cançó popular (1919)
- Miraculosa solitud (1919)
- La lliçó del senyor mestre (1919)
- L'Amor malalta (1919)
- La dançarina (1919)
- La gran diada (1919)
- De la gentil creixença (1920)
- L'Amor esquerpa (1920)
- Mort del soldat (1920)
- Isolina (1920)
- A una vella tomba (1920 i 1921)
- Els ulls de la dona amada (1920 i 1921)
- L'amic i l'amant o L'amic i l'amat (1920 i 1921)
- Cistelló de fruites (1921) (2n accèssit a la Flor Natural)
- L'escolanet de Sant Just (1921)
- Conte de la petita col·legiala (1922)
- El polsim d'or (1922)
- Cercant el camí de l'amor (1922)
- L'oració de cada dia (1923)
- Del bosch que té l'amor a dins (1923)
- Esperança a qui glateix (1923)
- Eva triomfant (1924)
- Claror celestial (1924)
- Diada de la càndida fadrina (1924)
- Als Doctors de la Llei (1924)
- La nova música (1924)
- Eva (1930)
- L'home de la cornamusa (1930)